# 磯波 (吹雪型駆逐艦)
磯波（いそなみ）は、大日本帝国海軍の駆逐艦。特型（吹雪型）の9番艦である。当初の艦名は、第43号駆逐艦。艦名は磯に打ち寄せる波から由来し、この名を持つ帝国海軍の艦船としては神風型駆逐艦 (初代)「磯波」に続き2代目にあたる。

## 艦歴
浦賀船渠で建造。一等駆逐艦に類別された。1928年（昭和3年）8月1日、「第43号駆逐艦」を「磯波」と改名。同年12月1日、「浦波」、「敷波」、「綾波」と第十九駆逐隊（第二艦隊第二水雷戦隊）を編成した。
日中戦争に際しては1937年（昭和12年）、上海、杭州湾上陸作戦に参加。同年8月19日に僚艦の浦波と接触事故を起こして破損する。1940年（昭和15年）には、華南での沿岸作戦に参加した。
太平洋戦争では、南方進攻の後、ミッドウェー海戦に参加。後方の戦艦部隊の護衛任務の途中、またもや僚艦の浦波と衝突して損傷した上、隊列から外れて行方不明となり、軽空母鳳翔の艦載機に誘導されるという事態となった。
ソロモン諸島・ニューギニアの諸作戦に参加。その後、南方で海上護衛、哨戒活動に従事した。1943年（昭和18年）4月9日、船団護衛中、セレベス南東でアメリカ潜水艦「トートグ」の雷撃により戦没した。

## 歴代艦長
※『艦長たちの軍艦史』273-274頁による。

### 艤装員長
- 有馬直 中佐：1928年2月15日 -

### 艦長
- 有馬直 中佐：1928年6月30日 - 1929年11月30日
- 原顕三郎 中佐：1929年11月30日 - 1930年11月21日[1][2]
- 難波祐之 少佐：1930年11月21日[2] - 1932年12月1日[3]
- 安富芳介 少佐：1932年12月1日 - 1933年9月30日[4]
- （兼）横山茂 中佐：1933年9月30日[4] - 1933年11月15日[5]
- 酒井一雄 中佐：1933年11月15日 - 1934年11月1日
- 吉村真武 少佐：1934年11月11日 - 1936年12月1日
- 大原利通 少佐：1936年12月1日 - 1938年3月15日[6]
- 岡部三四二 少佐：1938年3月15日 - 1938年12月15日[7]
- 仙波繁雄 少佐：1938年12月15日 - 1939年11月15日[8]
- 緒方友兄 中佐：1939年11月15日 - 1941年9月20日[9]
- 菅間良吉 少佐：1941年9月20日 -
- 西村正夫 少佐：1942年7月1日 -
- 荒木政臣 少佐：1943年3月26日 -